# 藤原保明
藤原 保明（ふじわら やすあき）は昭和期の日本の官僚。

## 経歴
熊本県に生まれる。
熊本県立玉名中学校（1908年卒業）、第一高等学校を経て、東京帝国大学法学部を卒業した。1915年に高等文官試験に合格し、逓信省に入省する。
満州国建国後には郵務司長として赴任した。その後、名古屋逓信局長、大阪逓信局長を経て、1938年に初代航空局長官に就任した。